# 2012年夏季奥林匹克运动会中国自行车队
参加2012年北京夏季奥林匹克运动会的中国自行车队一行共计21人（不含兼任领队），其中运动员12人，官员与工作人员9人，领队蔡家东兼任。

## 人员构成
- 运动员（12人）：
  - 男子（5人）：张磊、成昌松、刘刚、童卫松、张淼
  - 女子（7人）：郭爽、宫金杰、黄丽、姜帆、姜吻吻、梁敬、林俊红、刘馨、史庆兰、吴超梅

- 官员及工作人员（不含兼任共计9人）：
  - 領队：潘志琛
  - 教练员（6人）：周广科、莫雷龙·丹尼尔、刘宏、吴述成、王永庆、李富玉
  - 医生：张志伟，其他管理人员：蒋国锋、宋翔